# Bernardo Ruiz

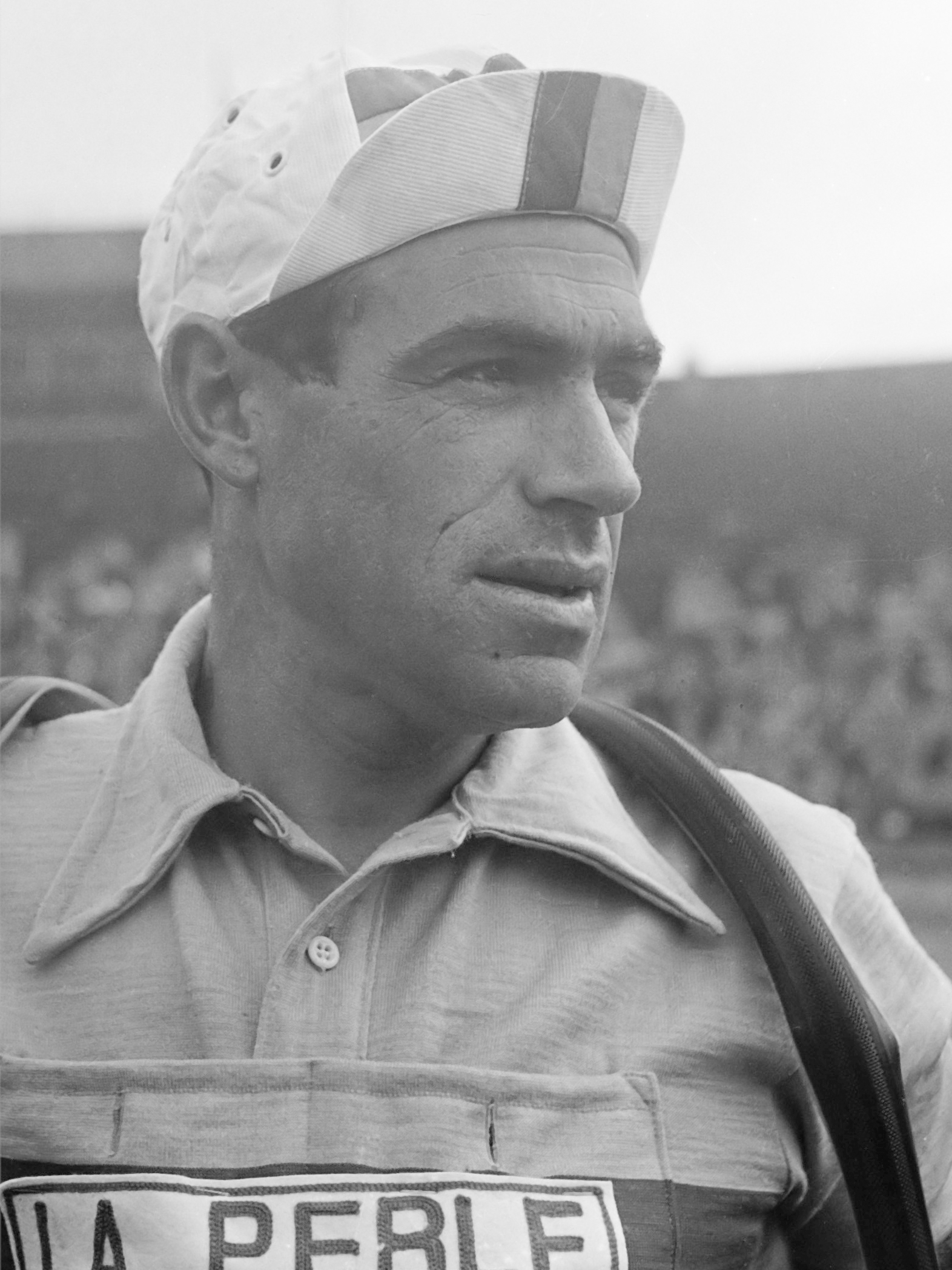
Bernardo Ruiz, 1954

Bernardo Ruiz Navarrete (* 8. Januar 1925 in Orihuela; † 14. August 2025 ebenda) war ein spanischer Radrennfahrer.

## Karriere
Als guter Bergfahrer arbeitete sich Ruiz bei regionalen Rundfahrten in Spanien (1945 siegte er in der Katalonien-Rundfahrt) hoch, bis ihm 1948 mit dem Sieg bei der Vuelta der große Durchbruch gelang. Er gewann dabei auch die Bergwertung und drei Etappen. Dazu kam der Erfolg in der Volta a Tarragona. 1950 gewann er eine weitere Vuelta-Etappe. Danach begann eine recht erfolgreiche internationale Karriere. So erzielte er 1951 bei seiner ersten Teilnahme an der Tour de France auf Anhieb zwei Etappensiege, den 9. Platz in der Gesamtwertung und den 3. Platz in der Bergwertung. Im selben Jahr holte er auch noch einen Etappensieg bei der Tour de Romandie. 1946, 1948, 1951 gewann er die nationale Meisterschaft im Straßenrennen. 1946 siegte er im Eintagesrennen Trofeo Jaumendreu und 1958 im Gran Premio Pascuas, 1951 in der Vuelta a Castilla.
1952 gelang ihm mit dem 3. Platz in der Gesamtwertung seine beste Platzierung bei der Tour. Auch am Giro d’Italia nahm er wiederholt teil, kam aber nicht über einen 28. Rang hinaus. Allerdings errang er auch beim Giro d’Italia 1955 einen Etappensieg. Insgesamt nahm Ruiz jeweils achtmal an Tour und der Vuelta und sechsmal am Giro d’Italia teil. Von 1955 bis 1957 absolvierte er jeweils alle drei großen Rundfahrten vollständig bis zum Ziel. 1957 gelang ihm mit dem dritten Platz bei der Vuelta noch einmal ein Spitzenresultat. Seine Karriere dauerte von 1944 bis 1958 und im letzten Jahr konnte er sich noch den Titel des spanischen Bergmeisters sichern. Danach war er dem Radsport noch einige Zeit als Sportlicher Leiter verbunden. Unter anderem gewann Angelino Soler unter seiner Regie 1961 die Vuelta. Später kehrte er in seine Heimatstadt zurück, wo er lange Zeit ein Geschäft für Motor- und Fahrräder betrieb.
Bis zu seinem Tod im August 2025 war Ruiz mit 100 Jahren der älteste noch lebende Sieger einer Grand Tour.

## Grand Tour-Platzierungen
| Grand Tour            | 1945 | 1946 | 1947 | 1948 | 1949 | 1950 | 1951 | 1952 | 1953 | 1954 | 1955 | 1956 | 1957 | 1958 |
| --------------------- | ---- | ---- | ---- | ---- | ---- | ---- | ---- | ---- | ---- | ---- | ---- | ---- | ---- | ---- |
| Vuelta a EspañaVuelta | 22   | 13   | –    | 1    | –    | 4    | –    | –    | –    | –    | 14   | 31   | 3    | 26   |
| Giro d’ItaliaGiro     | –    | –    | –    | –    | –    | –    | –    | 35   | 29   | 38   | 28   | 38   | 55   | –    |
| Tour de FranceTour    | –    | –    | –    | –    | DNF  | –    | 9    | 3    | –    | 18   | 22   | 70   | 24   | 55   |